# Старшенбаум Ірина Володимирівна
Ірина Володимирівна Старшенбаум (народ. 30 березня 1992, Москва) — російська кіноактриса. Стала відомою після виходу фільму Тяжіння у 2017 році, де вона зіграла головну роль.

## Біографія
Ірина —  племінниця відомої російської актриси Анни Старшенбаум.
Закінчила Московський державний університет друку імені Івана Федорова, факультет «медіабізнесу та зв'язків з громадськістю». Закінчила курси театрального мистецтва, риторики і філософії в Московському державному університеті психології і педагогіки, відвідувала акторські психофізичні тренінги Олександра Дзюби.
У телесеріалах знімається з 2013 року.
У 2015 році була ведучою VI Міжнародного фестивалю сценічного фехтування «Срібна шпага».
У 2017 році відбувся дебют в повнометражному кіно — головна роль у фантастичній драмі Федора Бондарчука «Тяжіння».
Взимку 2018 року разом з іншими акторами і музикантами записала колективне відеозвернення до президента Російської Федерації — Володимира Путіна з проханням прийняти закон про захист прав тварин.

## Особисте життя
Після зйомок у фільмі «Тяжіння» почала зустрічатися з актором  Олександром Петровим  . 
Вперше вони повідомили про те, що зустрічаються у 2016 році. 

## Фільмографія[7]
| Рік         | Назва               | Оригінальна назва  | Роль                                          | Ф/с* |
| ----------- | ------------------- | ------------------ | --------------------------------------------- | ---- |
| 2013        | Переїзд             | Переезд            | Настя Семенова                                | с    |
| 2015 - 2016 | Дах світу           | Крыша мира         | Ольга Шубіна                                  | с    |
| 2016        | Шакал               | Шакал              | Калина Полтавченко, працівник Держфільмофонду | с    |
| 2016- 2018  | Ольга               | Ольга              | Світлана                                      | с    |
| 2017        | Тяжіння             | Притяжение         | Юлія Лебедєва                                 | ф    |
| 2017        | Чорна вода          | Чёрная вода        | Поліна                                        | ф    |
| 2017        | Халупа боржника     | Лачуга должника    | Елла                                          | с    |
| 2018        | Вчителі             | Учителя            | Марія                                         | с    |
| 2018        | Лід                 | Лёд                | конкурентка                                   | с    |
| 2018        | Літо                | Лето               | Наталя Науменко                               | ф    |
| 2018        | Кіліманджара        | Килиманджара       | Маруся                                        | ф    |
| 2018        | Т-34                | Т-34               | Ганна                                         | ф    |
| 2019        | Утриманки           | Содержанки         | Уляна                                         | с    |
| 2019        | Вторгнення          | Вторжение          | Юлія Лебедєва                                 | ф    |
| 2019        | Коли вона приходить | Когда она приходит |                                               | ф    |
| 2019        | Точка відриву       | Точка отрыва       |                                               |      |

* ф-фільм, с - серіал

## Озвучування
- 2018 - Ральф-руйнівник 2: В Інтернеті

## Нагороди
- 2017 - Премія «Аванс» від журналу  The Hollywood Reporter Russia - «Самою перспективною актрисе» (рос.) [9]